# Elena Hroboňová
Elena Hroboňová (17. dubna 1903 Istebné – 12. září 1961 Dolný Kubín) byla slovenská a československá pedagožka, osvětová pracovnice a politička; poválečná poslankyně Prozatímního Národního shromáždění za Komunistickou stranu Slovenska (respektive za KSČ).

## Biografie
Absolvovala měšťanskou školu v Dolním Kubíně, do roku 1918 studovala na hospodářské škole a do roku 1927 na učitelském ústavu v Košicích. Pak studovala na Vyšší škole sociální v Praze. V letech 1919–1922 působila jako úřednice v Dolním Kubíně, pak v letech 1923–1924 v Turčianském Svätém Martinu, v roce 1924 v Bratislavě a v letech 1925–1926 v Prievidzi. Od roku 1928 do roku 1940 učila na Štefánikově ústavu v Turčianském Svätém Martinu a pak působila jako instruktorka lidovýchovných kurzů. V letech 1940–1944 se angažovala v druhém odboji a podílela se na Slovenském národním povstání. Působila rovněž jako publicistka a literátka. Psala verše a povídky osvětového charakteru. Například její kniha Príhody deda Ranostaja kombinuje popis ideálního člověka a boj proti TBC. K výročí Slovenského národního povstání připravovala rozhlasová pásma.
V letech 1945–1946 byla poslankyní Prozatímního Národního shromáždění za KSS. Do parlamentu byla delegována za Zväz slovenských žien. V parlamentu setrvala až do parlamentních voleb v roce 1946.

## Dílo
- Za hriechy otcov. Ružomberok 1931
- Trest baču Zvaru. Martin 1931
- Z nečistoty do záhuby. Martin 1931
- Ako zmúdrela Klopačková. Martin 1932
- Deň voľby v Zázvorí. Martin 1932
- Neduhy lomnianskych žien. Liptovský Mikuláš 1932
- Priadky v Zázvorí. Martin 1932
- Zachovanie Blahútovho rodu. Martin 1932
- Obrázky spod Magury a východného Slovenska. Martin 1934
- Príhody deda Ranostaja. Bratislava 1949